# Scytodes thoracica
Scytodes thoracica là một loài nhện trong họ Scytodidae. Khi săn mồi, loài nhện này phun tơ nhện độc lên con mồi của nó. Kích thước của nó Từ 3–6 mm.Nó có sáu con mắt thay vì tám con mắt như các loài nhện khác. Nó được tìm thấy trong miền Toàn bắc, Australia, và trên một số đảo đại dương ở Thái Bình Dương.
Tính năng này đặc biệt là sự hiện diện hoặc các tuyến tơ nhện có nước bọt trong cephalothoprax. Bên cạnh các tuyến tơ trong bụng của nó, nhện có tuyến tơ kết nối với các tuyến chất độc của nó. Bằng cách này, nó có khả năng để làm cho tơ của nó độc. 
Scytodes thoracica là loài sinh hoạt về đêm. Nó thích nhiệt độ ấm và không khó tìm thấy nó trong nhà.
Ở Nam Âu, nó có thể được tìm thấy dưới đá bên ngoài ngôi nhà. Ở Bắc Âu, nó chỉ có thể được tìm thấy trong nhà.
Con nhện mẹ không xây tổ mà mang trứng bọc trong tơ dưới bụng của nó.

## Hình ảnh

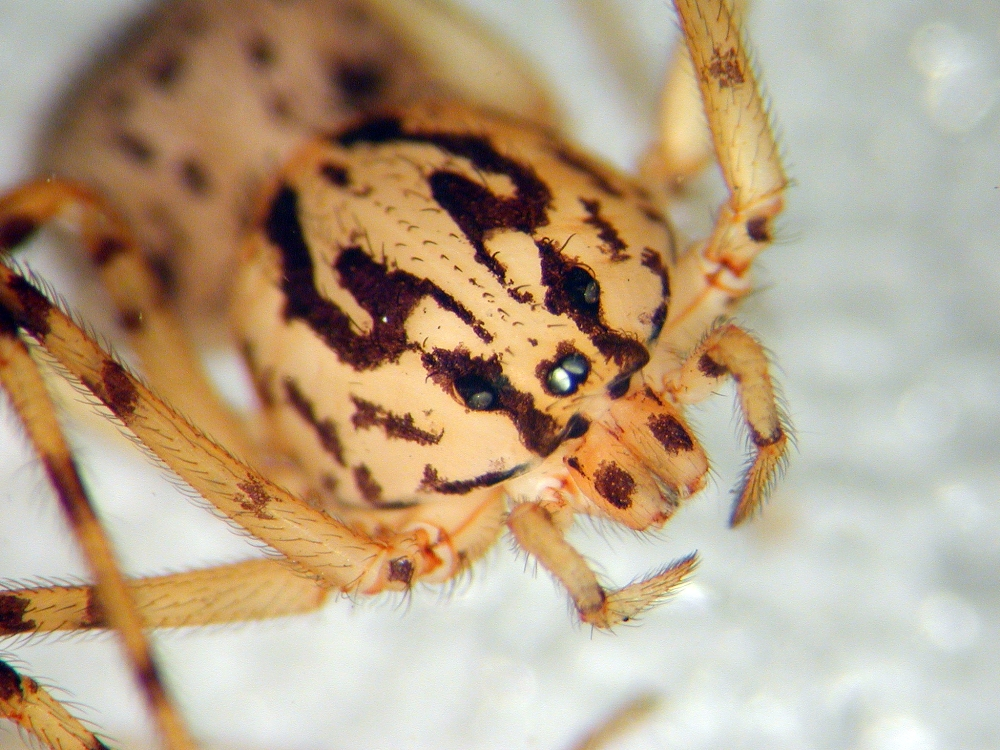
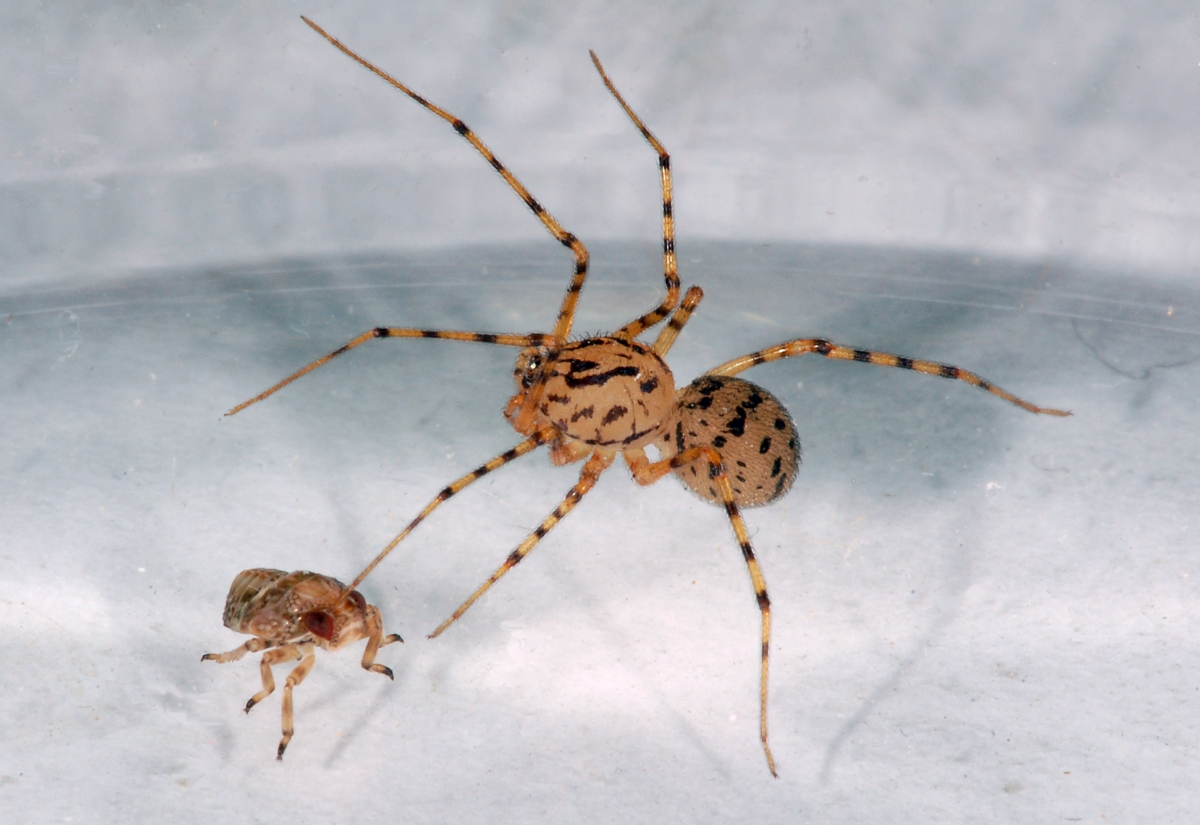
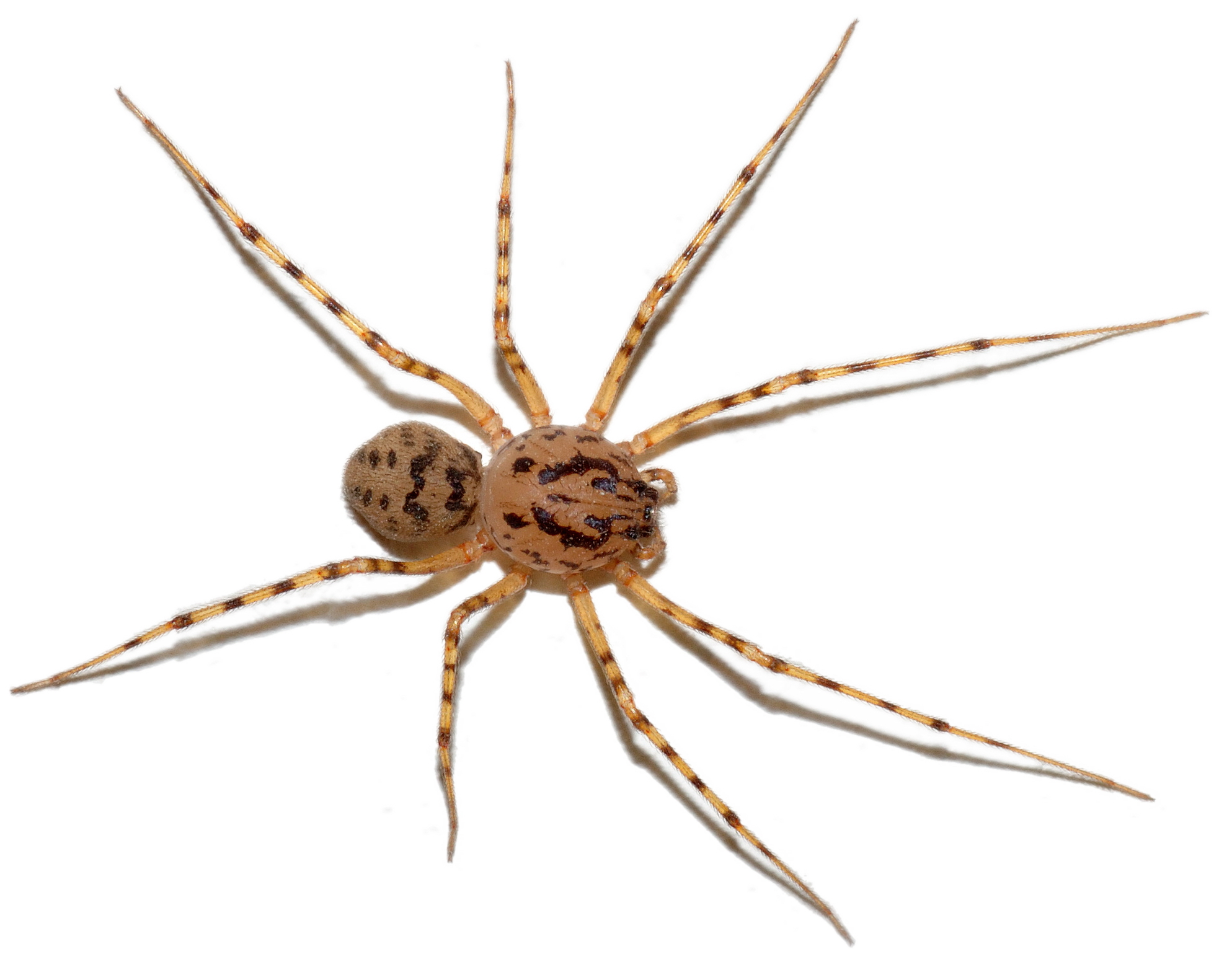
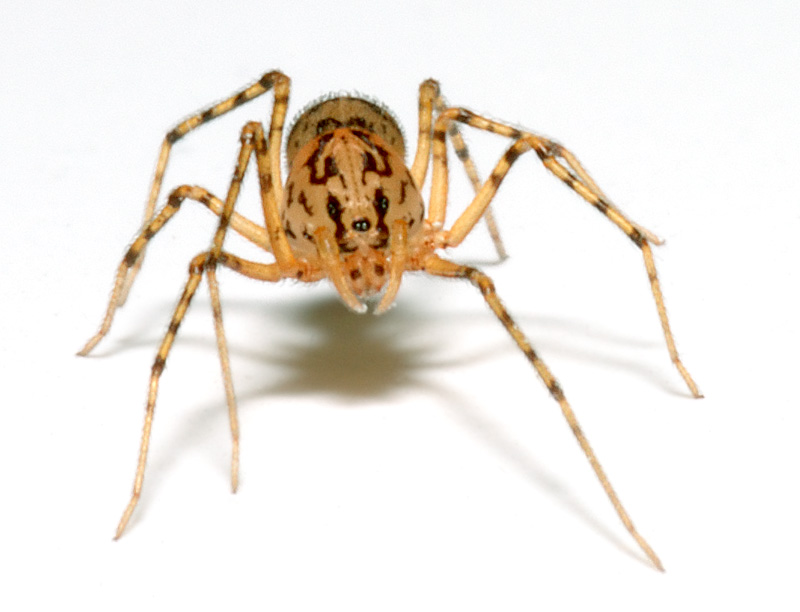